# Blore Heath
Blore Heath er et tyndt befolket landbrugsområde i Staffordshire, England.
Området ligger tæt på byerne Market Drayton og Loggerheads.
Slaget på Blore Heath fandt sted i dette område i 1459.
52°54′48″N 2°25′51″V / 52.913333333333°N 2.4308333333333°V